# Snel Inzetbare Groep ter Medische Assistentie

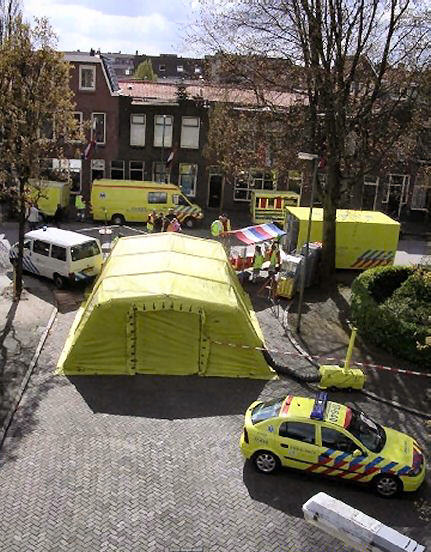
Opstelling van een SIGMA-team tijdens een demonstratie

Een Snel Inzetbare Groep ter Medische Assistentie (SIGMA) was een groep vrijwillige hulpverleners die ingezet kon worden wanneer de reguliere (spoedeisende) medische hulpverlening voor bijvoorbeeld een ramp of groot ongeval niet toereikend is. Belgische tegenhanger hiervan is SIT (Snel Interventieteam). 
Een SIGMA-team was onderdeel van een Geneeskundige Combinatie en opereerde onder de verantwoordelijkheid van de Geneeskundige Hulpverleningsorganisatie in de Regio (GHOR). In het dagelijks taalgebruik spreekt men van SIGMA-teams waarvan er op een moment 48 waren in Nederland. Met uitzondering van de Friese Waddeneilanden zijn in 2016 de SIGMA-teams vervangen door noodhulpteams van Het Nederlandse Rode Kruis.

## Taken
Het voornaamste doel van een SIGMA-team was het logistiek en medisch ondersteunen van de andere onderdelen van de Geneeskundige Combinatie (Gnk-C): het Mobiel Medisch Team (MMT) en de zogenaamde AMBU-teams. Het doel van de Geneeskundige Combinatie was het redden van levens in een rampgebied door slachtoffers zo veel mogelijk stabiel te maken voordat ze per ambulance vervoerd kunnen worden naar een traumacentrum of de Spoedeisende Eerste Hulp (SEH) van een gewoon ziekenhuis.

### Logistieke taken
De logistieke werkzaamheden van een SIGMA-team bestaan uit het tijdens een inzet onderdak bieden aan en bevoorraden van een Geneeskundige Combinatie. Hiertoe richt het team bij aankomst in een rampterrein of bij een ongeval een zogenaamd gewondennest in, meestal in een door het team op te zetten opblaasbare tent. Daarnaast zorgen de leden voor het continu beschikbaar zijn van voldoende materialen voor de medische hulpverlening. Ook verzorgt men wanneer nodig het (voet)transport van gewonden vanuit het rampterrein naar het gewondennest. Ook kan het voorkomen dat de SIGMA-leden de gewonden alleen vervoeren van een aanlandplaats of een overnameplaats naar het gewondennest.  Het vervoer tot de overname- of aanlandplaats wordt dan door ander hulpdiensten als de brandweer of reddingsbrigade verzorgd.

### Medische ondersteuning
De medische ondersteuning bestaat uit het zowel zelfstandig als assisterend handelen aan verpleegkundigen en artsen. Hierbij geldt dat SIGMA-vrijwilligers nooit zogenaamde 'voorbehouden handelingen' mogen uitvoeren; dit zijn handelingen die volgens de wet alleen mogen worden uitgevoerd door een arts of verpleegkundige.
Voorbeelden van ondersteunende handelingen die zelfstandig worden uitgevoerd zijn: het beoordelen van de vitale functies (ademweg, ademhaling, circulatie), het vervangen van een infuus en het aanbrengen van een nekkraag.
Assisterende handelingen zijn bijvoorbeeld het helpen van verpleegkundigen en artsen bij het veiligstellen van de vitale functies van een slachtoffer, het fixeren op een wervelplank en het klaarmaken van medicatie of een infuus voor toediening door een verpleegkundige.

## Uitrusting
Aangezien de SIGMA-teams als taak hebben de Geneeskundige Combinatie logistiek te ondersteunen, beschikken zij over een uitgebreide uitrusting en de voertuigen om deze te vervoeren.

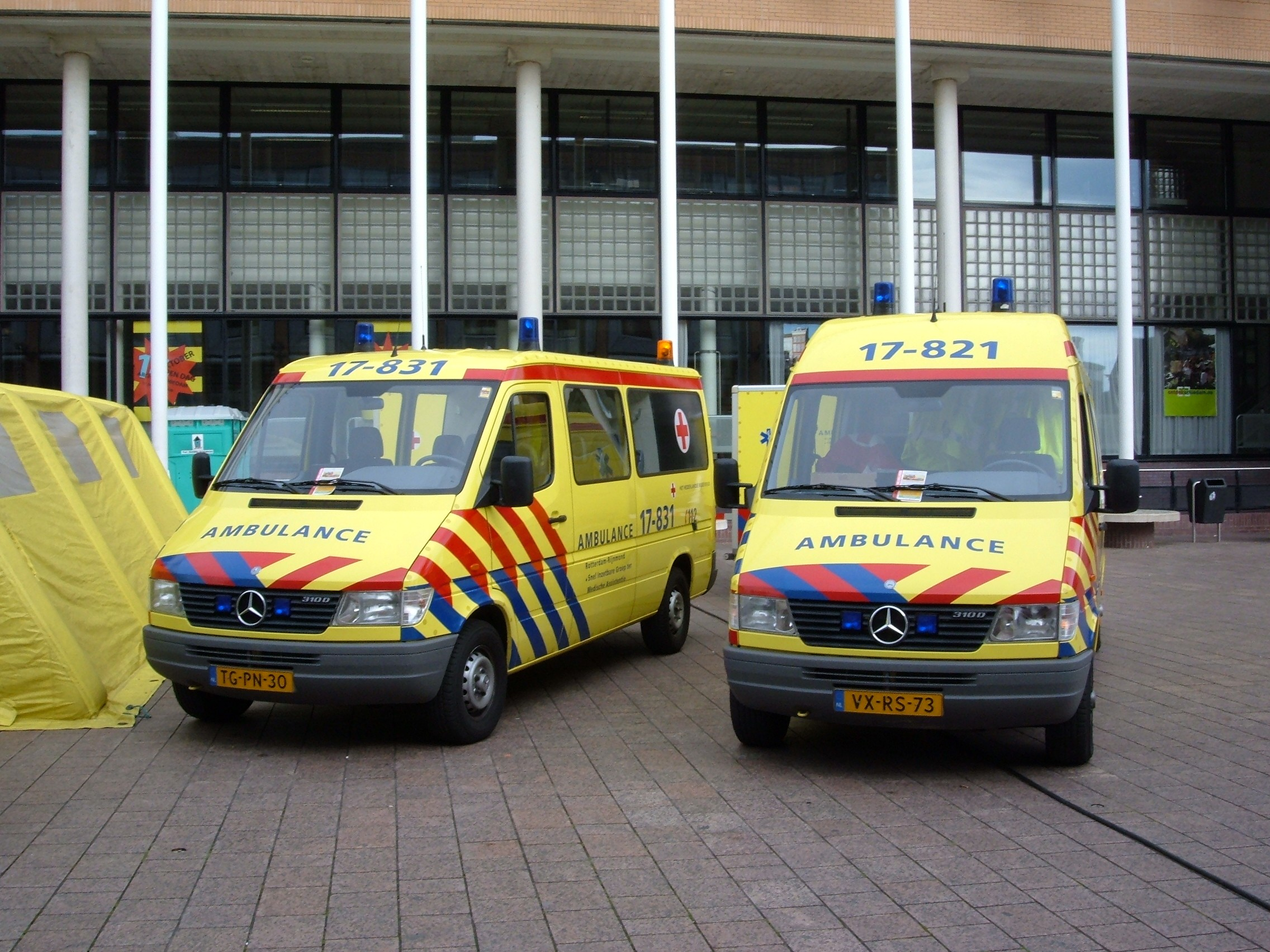
Voertuigen van de Geneeskundige Combinatie

### Voertuigen
Iedere Geneeskundige Combinatie beschikt over twee Mercedes-Benz-bestelwagens met aanhanger. Een van de bussen vervoert de leden van het AMBU-team en een groot aantal medische hulpmiddelen. De aanhanger van het AMBU-team is ook gevuld met medisch hulpmateriaal als (schep)brancards, wervelplanken en flessen zuurstof. De tweede bus is ingericht om het SIGMA-team te vervoeren. Daarnaast wordt de tent waarin het gewondennest kan worden ingericht in deze bus vervoerd. In de aanhanger zijn voornamelijk de inrichting van deze tent en hulpmiddelen om deze op te zetten opgeborgen. De voertuigen zien er qua uiterlijk uit als een ambulance hoewel ze geen slachtoffers kunnen vervoeren. Het Mobiel Medisch Team komt met eigen vervoer naar de ramplocatie mochten zij nog niet aanwezig zijn.

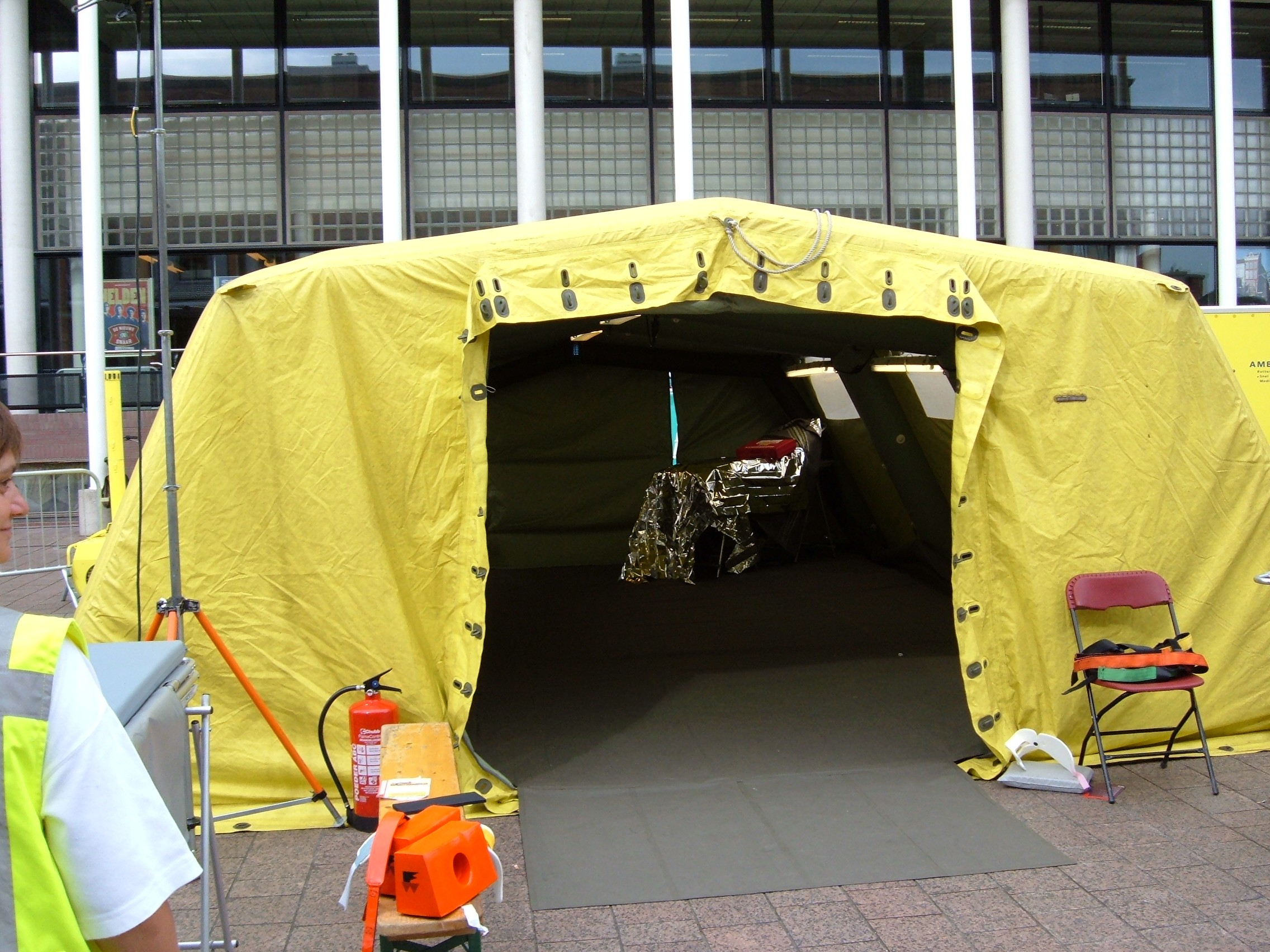
Een Trell Tent waarin een gewondennest kan worden ingericht

### Tent
Omdat in een rampgebied vaak geen goede plaats beschikbaar is waar gewonden goed kunnen worden geholpen voordat ze naar een ziekenhuis kunnen worden vervoerd, beschikt het SIGMA-team over een gele opblaasbare tent die snel opgezet en ingericht kan worden. Door middel van een aggregaat wordt de tent binnen enkele minuten opgezet. De reguliere inrichting bestaat uit brancards, koffers met medische hulpmiddelen en een tafel waar bijvoorbeeld de administratie kan worden uitgevoerd. Doordat de tent van hetzelfde type (de zogenaamde Trell Tent) is als dat de brandweer en het leger vaak gebruikt, kunnen de tenten eventueel eenvoudig aan elkaar gekoppeld worden.

### ALS-koffer
De medische hulpverlening door de Geneeskundige Combinatie gebeurt met hulpmiddelen die zijn terug te vinden in een Advanced Life Support-koffer oftewel een ALS-koffer. De koffer is ingericht om per individueel slachtoffer gebruikt te worden dus bevat hulpmiddelen om alle mogelijke levensgevaarlijke verwondingen te behandelen. Hierbij moet gedacht worden aan een middelen om te intuberen, middelen om te beademen, medicatie, infuusvloeistof en verband. De inhoud van een ALS-koffer is niet te vergelijken met die van een EHBO-koffer. De ALS-koffer moet beschouwd worden als het hoofdinstrument van het SIGMA-team. Omdat per slachtoffer één koffer nodig is, beschikt iedere Geneeskundige Combinatie over een groot aantal van deze koffers
Naast de ALS-koffer beschikt het team over de volgende koffers, alle in ruime aantallen aanwezig:

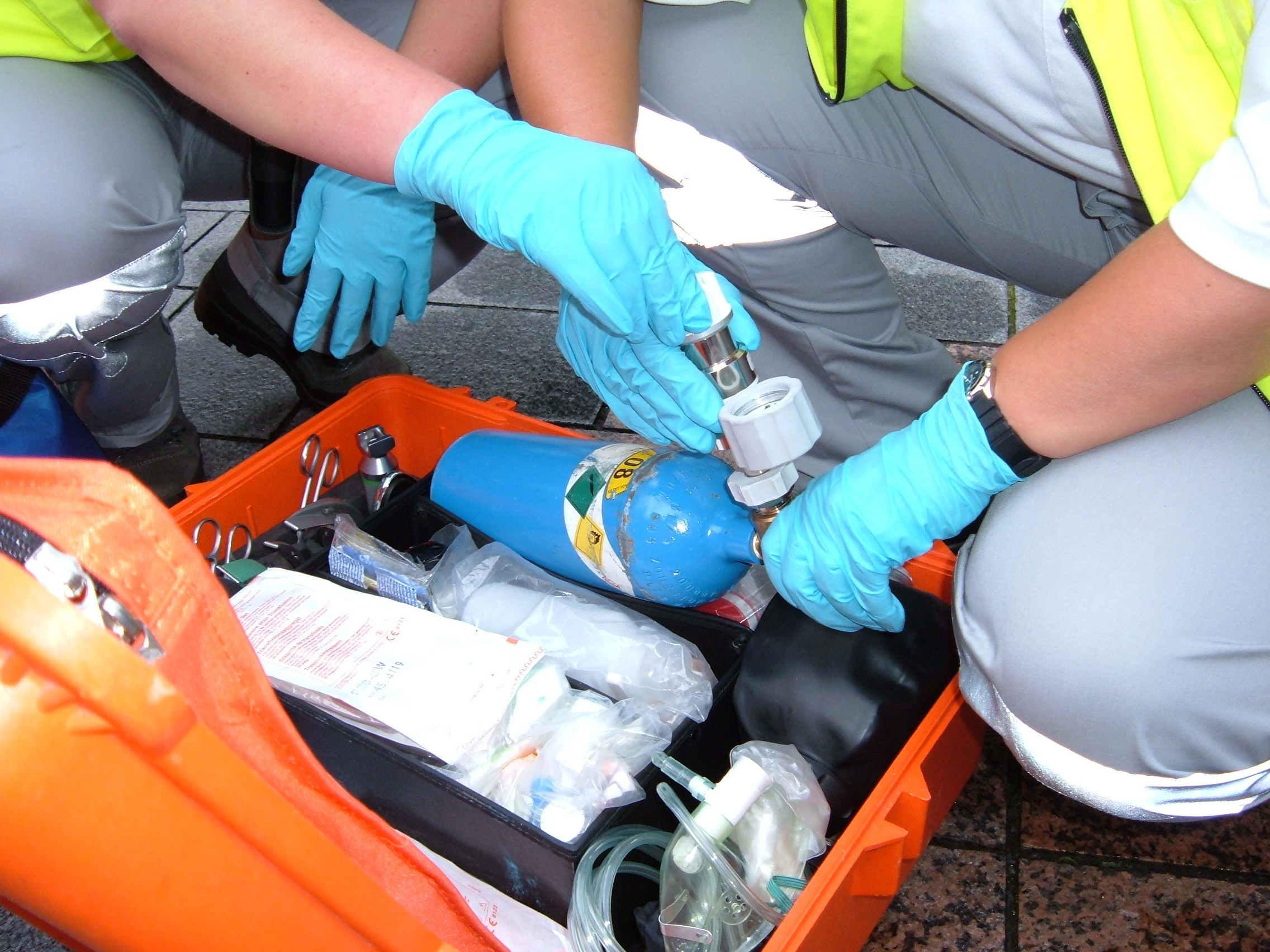
SIGMA-leden halen een zuurstoffles uit een ALS-koffer

- Kinderkoffer: geldt als aanvulling op een ALS-koffer met kleinere formaten van bijvoorbeeld beademingsmaskers en injectienaalden;
- Brandwondenkoffer: bij een ramp kunnen slachtoffers vallen met ernstige brandwonden die behandeld kunnen worden met de middelen uit deze koffers
- EHBO-koffer: naast de ALS-koffers beschikt het SIGMA-team over EHBO-koffers die gebruikt kunnen worden als er geen slachtoffers met levensbedreigende situaties hoeven te worden behandeld.

### Haakarmbak
Hoewel de Geneeskundige Combinatie een groot aantal medische hulpmiddelen zoals de ALS-koffers in de voertuigen en aanhangers vervoert, kan deze voorraad ontoereikend zijn. Er zijn enkele  haakarmbakken beschikbaar met een aanvullende voorraad van alle middelen. Vanuit deze container kunnen extra ALS- of andere koffers worden gepakt of gebruikte koffers worden aangevuld. Ook is er een ruime extra voorraad zuurstof en medicatie maar ook bijvoorbeeld brancards in de container aanwezig. De haakarmbak wordt door de brandweer op de locatie van de ramp gebracht.

## Inzet
SIGMA-teams worden ingezet wanneer er door een ongeval of ramp een groot aantal slachtoffers valt dat medische hulpverlening nodig heeft. In principe besluit de Officier van Dienst Geneeskundig over de daadwerkelijke inzet van een Geneeskundige Combinatie (Gnk-C) of individuele onderdelen daarvan. Als het besluit is genomen dat een team ingezet zal worden, worden de leden opgeroepen door middel van een P2000 semafoon. De beschikbare leden komen hierop naar een opkomstplaats waar de acht eerst aangekomen vrijwilligers samen met het AMBU-team vertrekt richting de ongevalslocatie. Richtlijn is dat een Geneeskundige Combinatie een uur na alarmering daadwerkelijk inzetbaar is op het rampterrein. In dit geval moet de tent binnen twintig minuten staan en ingericht zijn vanaf het moment dat de aanhanger wordt losgekoppeld. Wanneer nodig kan besloten worden meerdere Geneeskundige Combinaties of SIGMA-teams gelijktijdig in te zetten al naargelang de noodzaak. De inzet van een SIGMA-team duurt in principe zes uur; hierna worden de leden afgelost door acht nieuwe vrijwilligers. Bij een mentaal "zware" inzet kan gekozen worden de SIGMA-leden eerder af te lossen.
Naast de inzet als gevolg van een daadwerkelijk ongeval kan een Geneeskundige Combinatie preventief stand-by worden gehouden. Dit houdt in dat een team stand-by is op de opkomstplaats of in de buurt van een potentiële ongevalslocatie. Een dergelijke inzet vond bijvoorbeeld plaats tijdens de Red Bull Air Race op 12 juni 2005 in Rotterdam.
De onderdelen van een Geneeskundige Combinatie kunnen zoals vermeld ook zelfstandig worden ingezet; de Mobiel Medisch Teams worden dagelijks ingezet bij grotere ongevallen. Ook een SIGMA-team kan ingezet worden zonder dat de andere onderdelen aanwezig zijn. Dit kan bijvoorbeeld gebeuren bij ongevallen waarbij een groot aantal mensen relatief eenvoudige medische zorg nodig heeft waarbij niet de kennis van een arts nodig is. Ook worden SIGMA-teams weleens ingezet voor het inrichten van opvanglocaties die nodig zijn in verband met extreme weersomstandigheden.
Jaarlijks worden regelmatig SIGMA-teams daadwerkelijk ingezet; gelukkig zijn dit vrijwel alleen voorwaarde scheppende inzetten en hoeven geen (grote) hoeveelheden slachtoffers te worden behandeld. De inzet van Geneeskundige Combinaties is wel nodig geweest bij bijvoorbeeld de vuurwerkramp in Enschede op 13 mei 2000, de cafébrand in Volendam tijdens de nacht van 1 januari 2001, de extreem warme Nijmeegse Vierdaagse in juli 2006 en de crash van Turkish Airlines-vlucht 1951 in de buurt van Schiphol op 25 februari 2009.
Ook tijdens de Kennedymars in Someren (Brabant) is het SIGMA team ingezet.
Op 5 juli 2009 werd er een GRIP1 afgegeven door de extreme hitte. Vele mensen waren toen onwel geworden.
Tijdens de kettingbotsing op de snelweg A58 op 16 september 2014 is er ook een SIGMA team opgeroepen ter ondersteuning van het groot aantal gewonden.

## Opleiding
SIGMA-leden zijn vrijwilligers die in aanvulling op een diploma Eerste HulpVerlening (voorheen EHBO) een opleiding Hulpverlenen bij Ongevallen en Calamiteiten (HOC) hebben gevolgd . De vrijwilligers komen na een pre-selectie en selectiegesprekken door, en mogen aanvangen met een HOC opleiding van één jaar, ondersteund door R.A.V. instructeurs. Voordat iemand wordt toegelaten tot de opleiding wordt een medische keuring afgenomen om zeker te zijn dat men fysiek in bijvoorbeeld een rampterrein kan werken. Daarnaast wordt gekeken naar de werkelijke ervaring met Eerste Hulpverlening en de motivatie van de vrijwilliger. Tevens wordt er ook een selectie gedaan op of iemand geschikt om in urgente rampgebieden hulp te kunnen verlenen en in goed teamverband te kunnen werken.
De HOC opleiding duurt minimaal een jaar en kent globaal drie onderdelen waarvan op drie momenten toetsing plaatsvindt:
- Algemeen deel: kennis van de organisatie van de medische (spoedeisende)hulpverlening en uitrusting van de Geneeskundige Combinatie;
- Medisch assisterend deel: kennis van de bouw (anatomie) en werking (fysiologie) van het menselijk lichaam, kennis over de verschillende medische handelingen en traumatologie;
- Integratief deel: uitvoeren van handelingen op medisch assisterend gebied.

De eerste twee onderdelen worden schriftelijk beoordeeld, het derde onderdeel door middel van een profcheck waarbij LOTUS-slachtoffers een ernstig letsel uitbeelden en de volledige behandeling in samenwerking met een verpleegkundige moet worden uitgevoerd.
Nadat de vrijwilligers de opleiding met succes hebben afgesloten moeten jaarlijks maandelijks verplicht bijscholingslessen worden gevolgd en moet deelgenomen worden aan oefeningen. Op deze manier wordt de kwaliteit van de hulpverlening gewaarborgd.
Accreditatie avonden zijn gericht op het bijhouden van de praktische uitvoeren en implementeren van de ALS koffer.
ZIROP oefeningen zorgen voor samenwerking in een regionaal ziekenhuis waarbij er een gespeelde rampoefening op alle niveaus wordt geoefend en verder verbeterd. Zowel in deze oefeninen als grote oefening wordt steeds de inzet en samenwerking getoest door observators die hun opmerkingen weer evalueren, met als doel om steeds scherp te analyseren wat en hoe men als eenheid werkt.
Docenten van de opleiding zijn altijd ambulanceverpleegkundigen en -chauffeurs die zelf ook deel uitmaken van de Geneeskundige Combinatie als lid van het AMBU-team.

## Overgang van SIGMA naar noodhulpteams

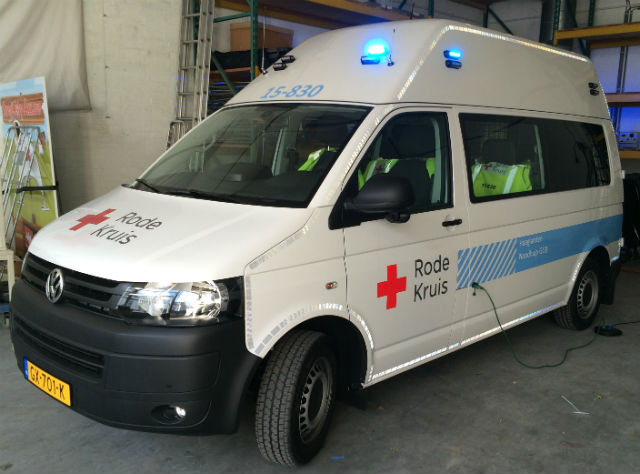
Voertuig noodhulpteam

De SIGMA-teams hielden 4 januari 2016 om 12:00 uur op te bestaan. Vanaf 4 januari 2016 12:00 uur ondersteunt het Rode Kruis de professionele hulpdiensten met nieuwe noodhulpteams. Nederland beschikt over 25 noodhulpteams die ook per veiligheidsregio zijn ingedeeld. Het team heeft een voertuig met hierin maximaal acht leden. Bestaande uit zes hulpverleners, een chauffeur en een teamleider. Het hoofd Noodhulpteam stuurt het noodhulpteam aan. De noodhulpteams zullen zich, anders dan de SIGMA, hoofdzakelijk bezighouden met het hulpverlenen aan de lichtgewonden, de zogeheten T3-slachtoffers. Zodat hierdoor de professionele hulpdiensten ontlast worden en zich bezig kunnen houden met de zwaargewonden, T1- en T2-slachtoffers. 
Omdat Het Rode Kruis op de Friese Waddeneilanden niet actief is, is daar gekozen voor een andere oplossing. Op de Friese Waddeneilanden zijn de SIGMA-teams gebleven ter ondersteuning van de beperkte inzet van ambulances en mogelijkheden voor opschaling.